# 용무도
용무도(龍武道)는 태권도, 합기도, 유도, 씨름의 다양한 기법과 복싱과 레슬링을 결합한 현대적인 한국의 하이브리드 무술이다.

## 역사
용무도는 용인 대학교에서 개발되어 1953년부터이 대학에서 호신술로 실천하고 있다. 용인대학교 무도연구소를 중심으로 무도대학 내 5개 학과 교수들이 4년 동안 전공 분야 기술을 접목해 만든 종합무술이다. 삼국시대의 화랑도에 사상적 뿌리를 두고 있으며, 태권도·합기도·씨름·검도·유도 등 기존 무술 및 호신술의 장점만 취해 2001년 탄생하였고, 실전무술에 중점을 두고 있다. 특히 호신술에 적합한 실전무술을 지향하기 때문에 스포츠로 자리잡은 태권도·유도 등에서는 거의 사용하지 않는 급소치기·십자목비틀기 등 실전 기술이 포함되어 있다. 이 용무도의 보급을 위해 용인대학교는 무도대학 동양무예학과에 전공 과정을, 사회교육원 내에 지도자 과정을 개설해 매주 청소년을 위한 무료 강좌를 여는 한편, 국제 용무도 캠프를 열어 국제화에도 나서고 있다.

## 같이 보기
- 세계무예마스터십
- 유술

## 참고 문헌
1. ↑  “MSMAP :: Overview of Yongmudo”. 《www.mtshastama.org》.
2. ↑  “Yongmudo – UCMAP – University of California Martial Arts Program”. 2021년 11월 16일에 원본 문서에서 보존된 문서. 2020년 11월 9일에 확인함.
3. ↑  Hamlin, Jesse (2007년 3월 23일). “UC's master of martial arts”. 《SFGate》.